# Операція «Іскра»
Операція «Іскра» (12 — 30 січня 1943) — кодове найменування наступальної операції радянських військ з прориву блокади Ленінграда. План передбачав одночасними зустрічними ударами військ Ленінградського фронту з заходу і Волховського зі сходу в напрямку на Синявино і Робітниче селище № 5 у взаємодії з Балтійським флотом розгромити угруповання противника південніше Ладозького озера, ліквідувати шліссельбурзько-синявінський виступ і тим самим забезпечити сухопутне сполучення Ленінграда з країною.
12 січня 1943 з'єднання 67-ї армії Ленінградського фронту (командувач генерал-лейтенант Л. О. Говоров), 2-ї ударної і частини сил 8-ї армії Волховського фронту (командувач генерал армії К. П. Мерецков) за наказом Ставки ВГК розпочали реалізацію операції «Іскра».
18 січня 1943 року війська фронту з'єдналися в районах Робітничих селищ № 5 і № 1.
В ході наступу війська Ленінградського і Волховського фронтів прорвали блокаду Ленінграда німецькими військами, створивши між Ладозьким озером та лінією фронту коридор, завширшки 8-11 км, що дозволив відновити сухопутні комунікації міста з країною. Південне узбережжя Ладозького озера було очищене від противника. Попри те, що подальший наступ радянських військ розвитку не отримав, операція по прориву блокади мала важливе стратегічне значення і стала переломним моментом в битві за Ленінград.

### Мемуари
- Борщев С. Н. От Невы до Эльбы. — Л.: Лениздат, 1973.
- Жуков Г. К. Воспоминания и размышления. В 2 т. — М.: Олма-Пресс, 2002.
- Лукницкий П. Н. Ленинград действует… Фронтовой дневник. / 2-е издание. — М.: Советский писатель, 1971.
- Мерецков К. А. На службе народу. — М.: Политиздат, 1968.
- Федюнинский И. И. Поднятые по тревоге. — М.: Воениздат, 1961.

## Кінохроніка
- Прорыв блокады Ленинграда / Операция «Искра»